# Richard Mollier
Richard Mollier (Trieste, 30 novembre 1863 – Dresda, 13 marzo 1935) è stato un fisico e ingegnere austriaco, tra i pionieri della termodinamica.
Dopo aver frequentato il Ginnasio a Trieste, iniziò gli studi di matematica e fisica presso l'Università di Graz, continuando poi presso la Technische Fachschule di Monaco di Baviera. Presentò le sue prime pubblicazioni come docente esterno di Meccanica Teorica. Dopo un breve periodo di lavoro a Gottinga, succedette a Gustav Zeuner nel 1897 come Professore di Ingegneria Meccanica presso la Technischen Hochschule di Dresda. La sua pubblicazione del 1904 Neue Diagramme zur Technischen Wärmelehre semplificò notevolmente i calcoli che coinvolgevano processi termodinamici. Le sue nuove tabelle e diagrammi per le trasformazioni termodinamiche del vapore acqueo, tra cui il diagramma h-s, vennero pubblicati per la prima volta nel 1906 e apparvero in sei successive edizioni fino al 1932, così come procedeva il suo lavoro di aggiornamento per riflettere i nuovi sviluppi.
Nella conferenza di Termodinamica tenutasi a Los Angeles nel 1923, si decise di chiamare, in suo onore, come "diagramma Mollier" qualsiasi diagramma termodinamico che utilizzasse l'Entalpia h come uno dei suoi assi.
I diagrammi h-s sono abitualmente utilizzati per la progettazione di centrali elettriche (fossili o nucleari), compressori, turbine a vapore, sistemi di refrigerazione, condizionamento d'aria e attrezzature per visualizzare i cicli di lavoro di sistemi termodinamici.

## Pubblicazioni
- Die Entropie der Wärme (The Entropy of Heat) 1895
- Dampftafeln und Diagramme des Kohlendioxid (Vapor Tables and Diagrams for Carbon Dioxide) 1896
- Neue Diagramme zur Technischen Wärmelehre (New Graphs for Technical Thermodynamics) 1904
- Neue Tabellen und Diagramme für Wasserdampf (New Tables and Diagrams for Water Vapor) Berlin 1906